# Amblyomma geoemydae
Amblyomma geoemydae (лат.) — вид клещей рода Amblyomma из семейства Ixodidae. Южная и Восточная Азия: Индия (Керала и Карнатака), Таиланд, Камбоджа, Малайзия, Вьетнам, Индонезия (Суматра и Калимантан), Филиппины, Китай (Хайнань и Тайвань) и Япония (Рюкю). Основными хозяевами на всех этапах развития являются сухопутные черепахи. Нимфы были найдены на птицах. Вид был впервые описан в 1847 году датским зоологом Теодором Эдвардом Кантором (Theodore Edward Cantor; 1809—1860).